# 彭祖

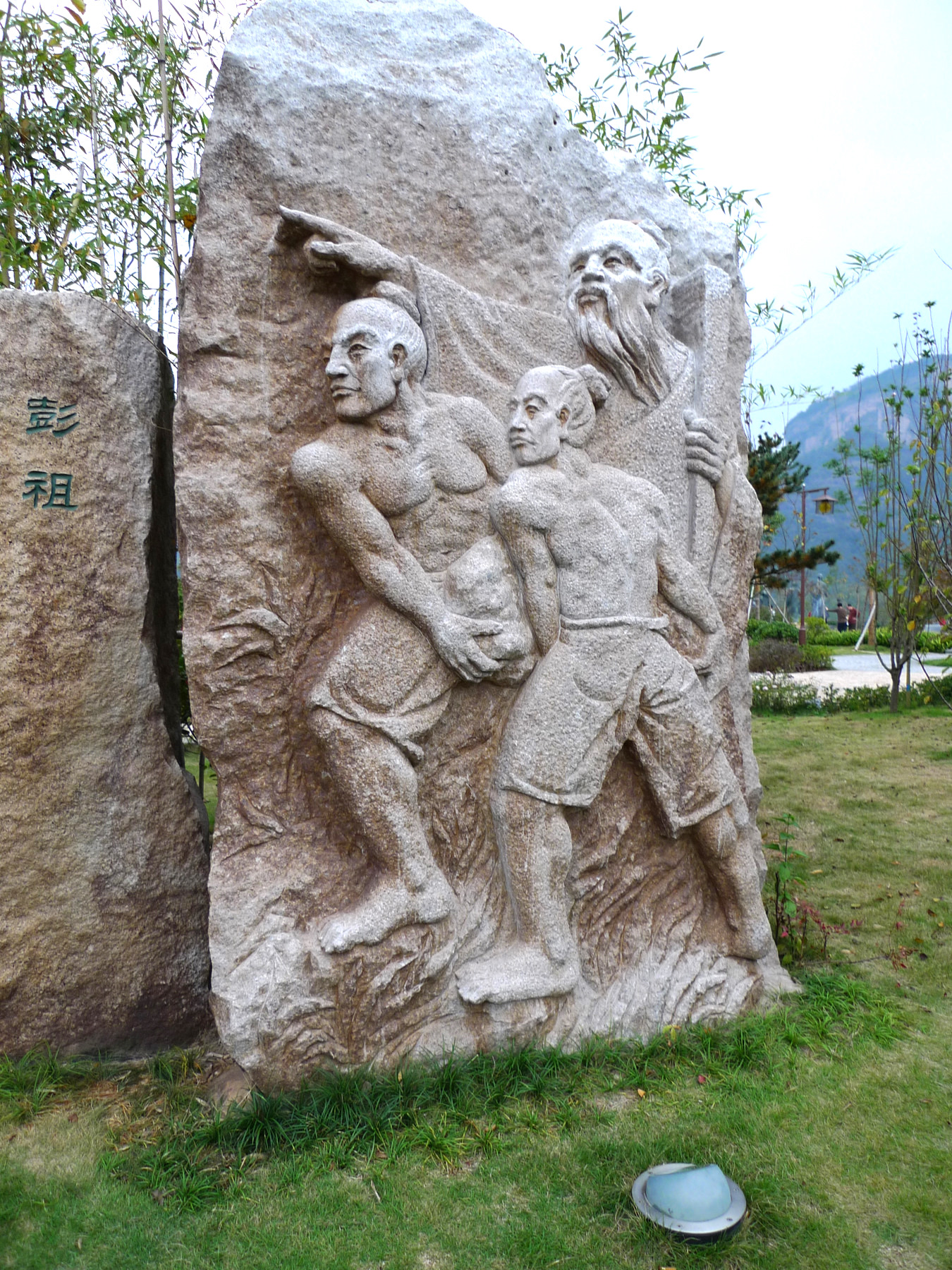
武夷山茶博園にある彭祖の彫像

彭祖（ホウソ、拼音：Péng Zǔ）は、中国の神話の中で長寿の仙人であり、伝説の中では南極老人の化身とされており、八百歳の寿命を保ったことで有名である。姓は彭で、名は翦であり、籛鏗ともいう。

## 紹介
彭祖は顓頊の来孫（五世の孫）とされている。父親の陸終は、呉回の長子であり、母親は鬼方首領の妹である女嬇である。擅長が野雞湯を作ったことにより、帝堯の知る所となり、大彭に封じられ、これが大彭氏国（現在の江蘇省徐州市）となった。また、彭鏗と称している。伝説の中の彭姓の祖先である。堯帝より、夏、商朝を経て、商代には、守蔵史となり、官は拝賢大夫となっている。周代には、柱下史となっている。妻四十九を娶り、子は五十四人いたという。伝説では、八百年生き、長寿の神とされた。『神仙伝』(晋の葛洪撰)では、彼を：“殷末已七百六十七歳，而不衰老。少好恬靜，不恤世務，不營名譽，不飾車服，唯以養生活身為事”と記している。彼の養生の道は、後世の人が整理して『彭祖養性経』、『彭祖攝生養性論』にまとめて、世に知られた。
彭祖の歴史上の影響は甚だ大きい。孔子は彼を大変尊敬している。荘子、荀子、呂不韋などの先秦の思想家にはみな、彭祖に関する記述がある。『史記』などの史書にも、彼に関する記載がある。道家はさらに、彭祖を道家の先駆者の一人として奉っている。あまたの道家の典籍には彭祖の養生論を保存している。晋代の医学家葛洪が撰述した『神仙伝』の中には、特別に彭祖の伝記を立てている。そこには、以下のような記述がある。「当時の君主が人を派遣して、彼に道を求めてきた。彼が言うには、「私は、遺腹の子として生まれ、三歳で母を失った。犬戎の乱に遭い、西域を流離すること、百余年であった。少し枯れてきたが、四十九人の妻を失い、五十四人の子供を失い、しばしば憂患に遭遇し、気を和らげ、傷を折っしてきた。栄衛焦枯、世を渡るのを恐れている。聞いている所は浅薄なので、お教えする程ではありません。」
晩年は、犍為郡武陽（現在の四川省眉山市彭山区の東）に住み、病を得て亡くなった後、この地に葬られた。碑には“商大賢墓”とある。現在の四川省彭山区の東から遠くない所に彭祖祠がある。一説には、銭鏐がかつて彭祖の墓、彭祖の廟等を整備したという。葛洪は『抱朴子』の中で、800歳とは彭祖が、この世を離れた年で仙人になったとしている。また、『釈滞篇』では、彭祖は、800年間大夫であり、その後、西の流砂に消えた、としている。
先秦時期、彭祖は、人々の間では、仙人とされていた。前漢の劉向は、『列仙伝』の中で、彭祖を仙界に入れ、「列仙」と称している。こうして、彭祖は次第に神話の人物となっていった。
唐代の楊炯の『庭菊賦』に次の様にある。
降文皇之命、修彭祖之術、保性和神、此焉終吉。
『太平広記』には、次の様にある。
遺腹而生、三歳失母、遇犬戎之亂、流離西域、百有余年。加以少怙、喪四十九妻、失五十四子、數遭憂患、和氣折傷。

傳言千歳、色如童子、歩行日過五百里、能終歳不食、亦能一日九食。

## 「彭祖」は一人を指すのではないという説
『史記』の「楚世家」に、
「彭祖氏，殷之時嘗為侯伯，殷之末世滅彭祖氏。」
とあり、「氏」は古代において多く宗族の称号として用いられていることから、「彭祖」は実際上一氏族の名称と推測することができる。
『史記』には、また、彭姓の氏族が大彭等の地に封じられていることが記載されている。
清代の孔広森は、『列子』「力命篇」に註釈を加える中で、「彭祖之智不出堯舜之上而壽八百」の句に解説を加えて、次のように述べている。
「彭祖者，彭姓之祖也。彭姓諸國：大彭、豕韋、諸稽。大彭歴事虞夏，於商為伯，武丁之世滅之，故曰彭祖八百歳，謂彭國八百年而亡，非實籛不死也。」
これは、明確に状況を説明している。彭祖が800年生きたのではなく、彭氏の国が800年で滅びたとするのである。